# ベルトルト4世 (ツェーリンゲン公)

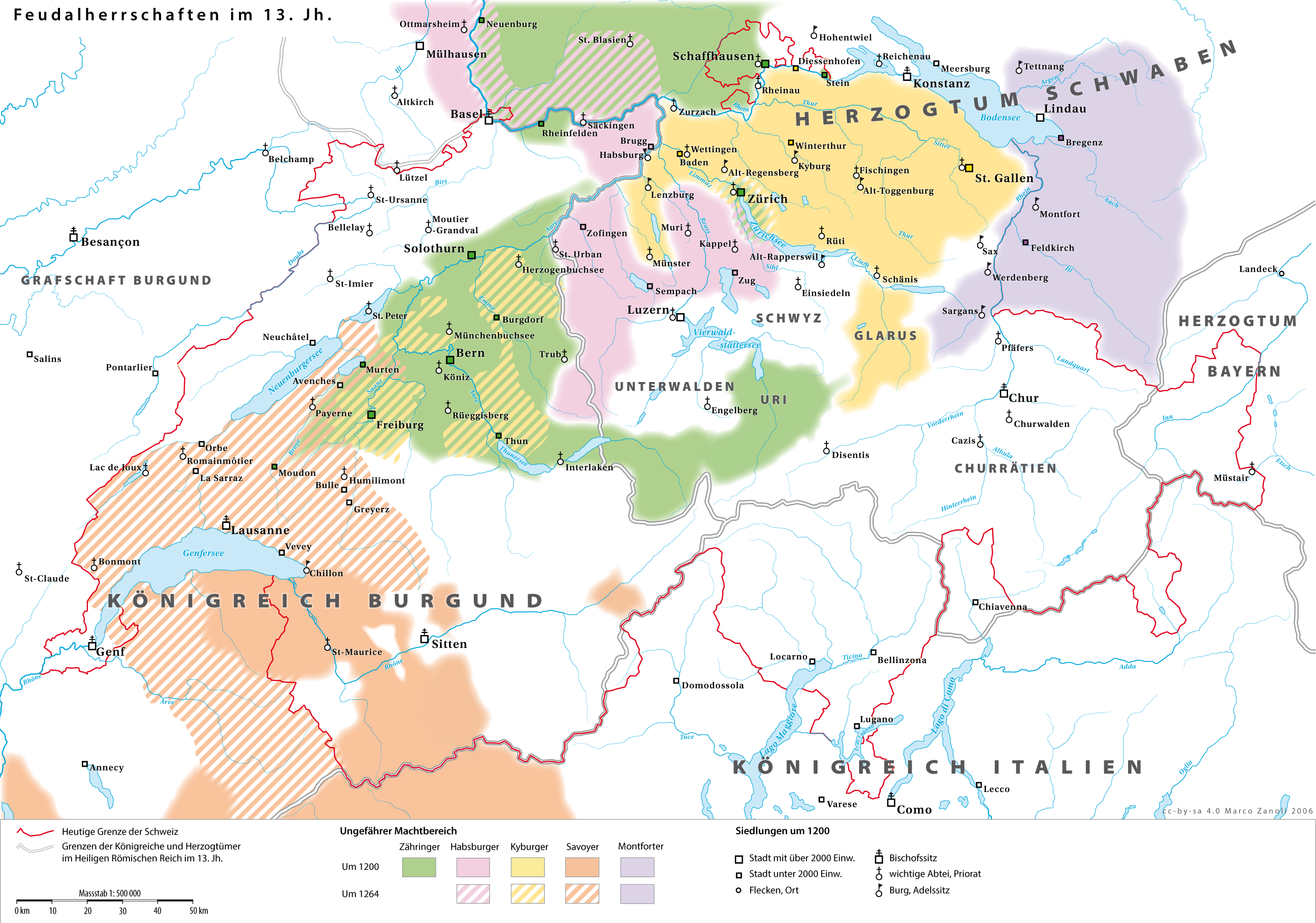
1200年ごろのスイス。緑の部分がツェーリンゲン公の領地。

ベルトルト4世（ドイツ語：Berthold IV., 1125年ごろ - 1186年12月8日）は、ツェーリンゲン公（在位：1152年 - 1186年）およびブルグント総督。ツェーリンゲン公コンラート1世とクレマンス・ド・ナミュールの息子。フライブルクなどの多くの町を築いた。

## 生涯
1152年に父コンラート1世が死去し、ベルトルト4世がツェーリンゲン公位を継承した。ベルトルトは「ブルグント公」の称号も主張していたが、これは神聖ローマ皇帝フリードリヒ1世との間で、一緒にブルゴーニュのシスジュラン（フランス側）の領域を征服し、1152年にフリードリヒ1世が行ったイタリア遠征を支援したのちにこの称号を手に入れることを合意していた。しかしこのブルゴーニュ征服は失敗に終わり、かわりに1156年にフリードリヒ1世はイヴレーア家の最後のブルゴーニュ伯の娘ベアトリスと結婚した。この結婚はベルトルトの主張を妨害したこととなり、ベルトルトはブルグント総督の称号を与えられ、ブルゴーニュのトランスジュラン（スイス側）の領域である、ジュネーヴ、ローザンヌおよびシオンの大領主とされた。
隣接するシュヴァーベンの公フリードリヒ4世との対立の結果、チュービンゲン抗争（1164年 - 1166年）においてベルトルト4世はヴェルフ6世側について戦った。1173年、ベルトルト4世はチューリッヒの大領主となった。
シュヴァルツヴァルトのザンクト・ペーター修道院の死者名簿の記録には、「Berchtoldus 4. dux de Zaeringen, officium cum 5 candelis. Depositio Iohannis Tüfer abbatis」（「ツェーリンゲン公ベルトルト4世は洗礼者ヨハネを記念して蝋燭5本を寄付した。」）とある。

## 結婚と子女
ベルトルト4世はハイルヴィヒ・フォン・フローブルクと結婚し、3人の子女が生まれた。
- ベルトルト5世（1160年 - 1218年） - 最後のツェーリンゲン公[1]。ベルトルト5世の死後、キーブルク伯およびウラッハ伯がツェーリンゲン公の領地を継承した。
- アグネス - ウラッハ伯エゲノ4世と結婚。テンネンバッハ修道院の死者名簿によると、ベルトルト5世の娘であるという[4]。
- アンナ - キーブルク伯ウルリヒ3世と結婚、夫妻はローマ王ルドルフ1世の母方の祖父母にあたる。